# Kualapuu
Kualapuu (Kualapuʻu) – jednostka osadnicza w Stanach Zjednoczonych, w hrabstwie Maui.